# St. Joseph (Bonn-Castell)

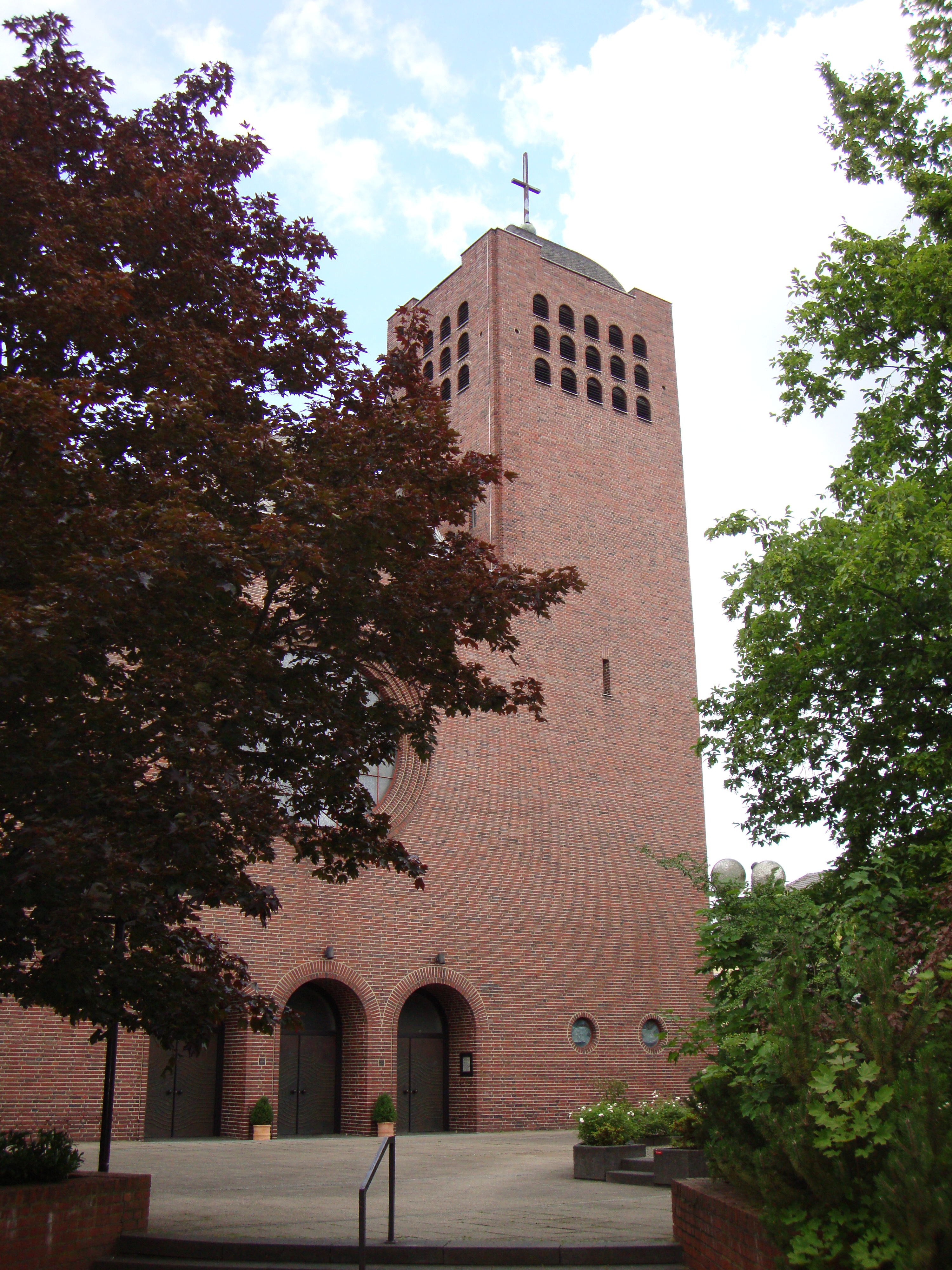
St. Joseph in Bonn-Castell

St. Joseph ist eine römisch-katholische Pfarrkirche im Bonner Ortsteil Castell. Sie ist Teil der Pfarrgemeinde St. Petrus.

## Lage
Die Kirche liegt im Bonner Norden an der Ecke Kaiser-Karl-Ring/Graurheindorfer Straße.

## Geschichte
Der Backsteinbau wurde in den Jahren 1930/31 nach Plänen der Architekten Aloys Böll und Otto Neuhaus aus Köln erbaut. Am 3. Juli 1934 wurde das Gebäude dem Heiligen Josef von Nazaret geweiht. Schon 1944 wurde die Kirche allerdings durch einen Bombenangriff des Zweiten Weltkriegs zerstört. Der Wiederaufbau wurde in den 1950er Jahren nach den Originalplänen durchgeführt.
1972 wurden die beidseitigen Emporen verglast, in den 1990er Jahren wurde die Krypta neu gestaltet.

## Architektur

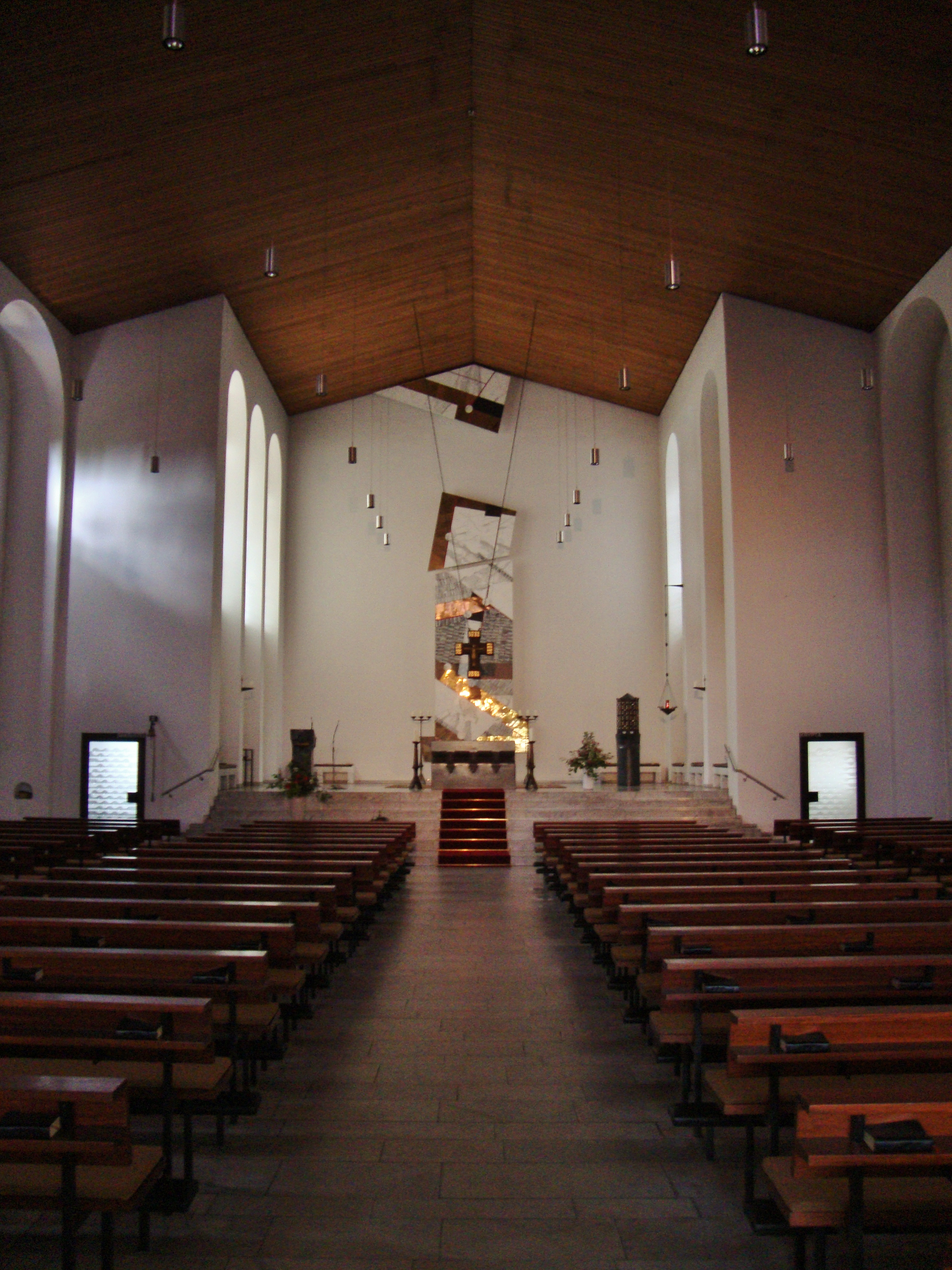
Innenansicht

Der wuchtige, verklinkerte Bau ist eine einschiffige Hallenkirche mit hoher Holzdecke. An der südöstlichen Ecke ist ein quadratischer Turm vorgebaut. Die Rundbogenfenster stammen von Wilhelm Rupprecht und enthalten figürliche Darstellungen. An der Stirnseite oberhalb des Eingangs aus drei Rundportalen befindet sich ein 1970 erschaffene große Rundfenster. Die Ausstattung des Altarraums stammt vom Künstler Sepp Hürten. Von ihm stammt auch der Brunnen auf dem Vorplatz der Kirche. Das Innere der Kirche ist schlicht gehalten, der Altar bühnenartig erhöht.

## Orgel
Nach Fertigstellung der Kirche war das Geld für eine Orgel knapp, so dass die Orgelbau-Firma Klais ihrer „Hauskirche“ in der Nähe des Firmensitzes 1931 eine Übergangsorgel schenkte, die aus bereits bestehenden Orgelteilen zusammengestellt wurde.
2013 konnte durch eine großzügige Einzelspende eine neue Orgel in Auftrag gegeben werden. Am 27. Juni 2014 wurde die neue Klais-Orgel (Opus 2000) eingeweiht. Das Instrument besitzt auf drei Manuale und Pedal verteilt 36 Register bei mechanischer Spiel- und elektrischer Registertraktur. Die Orgel besitzt eine Setzeranlage mit 10.000 Speicherplätzen, die mittels USB-Stick erweitert werden können. Die Disposition entwarfen Philipp C. A. Klais, Reiner Schuhenn als Orgelsachverständiger und der damalige Kantor an St. Joseph, Vincent Heitzer.
Die Disposition der Orgel lautet:
| I Hauptwerk C–a3 |                  |     |
| 1.               | Bordun           | 16′ |
| 2.               | Diapason I       | 8′  |
| 3.               | Diapason II      | 8′  |
| 4.               | Große Offenflöte | 8′  |
| 5.               | Dulciana         | 8′  |
| 6.               | Octave           | 4′  |
| 7.               | Superoctave      | 2′  |
| 8.               | Mixtur IV        | 2′  |
| 9.               | Trompete         | 8′  |

| II Continuowerk C–a3 |               |        |
| 10.                  | Salicional    | 8′     |
| 11.                  | Holzgedackt   | 8′     |
| 12.                  | Blockflöte    | 4′     |
| 13.                  | Nasard        | 2 ⁄3′  |
| 14.                  | Flageolett    | 2′     |
| 15.                  | Terz          | 1 3⁄5′ |
| 16.                  | Quinte        | 1 ⁄3′  |
| 17.                  | Englisch Horn | 8′     |
|                      | Tremulant     |        |
|                      | Vogelstimme   |        |

| III Schwellwerk C–a3 |                   |       |
| 18.                  | Concertflöte      | 8′    |
| 19.                  | Bordun            | 8′    |
| 20.                  | Aeoline           | 8′    |
| 21.                  | Vox coelestis     | 8′    |
| 22.                  | Fugara            | 4′    |
| 23.                  | Traversflöte      | 4′    |
| 24.                  | Flauto            | 2′    |
| 25.                  | Progressio II–III | 2 ⁄3′ |
| 26.                  | Horn              | 8′    |
| 27.                  | Oboe              | 8′    |
|                      | Tremulant         |       |

| Pedal C–g1 |               |         |
|            | Untersatz     | 32′ *   |
| 28.        | Principalbass | 16′     |
| 29.        | Subbass       | 16′     |
| 30.        | Quintbass     | 10 2⁄3′ |
| 31.        | Octavbass     | 8′      |
| 32.        | Gedackt       | 8′      |
| 33.        | Tenoroctave   | 4′      |
| 34.        | Bombarde      | 16′     |
| 35.        | Basstrompete  | 8′      |
| 36.        | Clairon       | 4′      |

- Koppeln:
  - Normalkoppeln: II/I, III/I, III/II, I/P, II/P, III/P
  - Superoktavkoppeln: III/I, III/II, III/III, III/Ped
  - Suboktavkoppeln: III/I, III/II, III/III

Anmerkungen
(*) Tiefste Oktave Subbass 16' kombiniert mit Quintbass 10 2⁄3′, ab c1 in eigener Oktave

## Glocken
Die Glockenstube beherbergt ein Geläut aus sechs Glocken, das zu den schönsten der Stadt Bonn gezählt wird. Es wurde im Jahre 1958 von der Glockengießerei Petit & Gebr. Edelbrock gegossen. Die Glocken sind im sogenannten Griesbacher'schen Idealsextett disponiert und auf das Geläut von St. Marien abgestimmt.
| Nr. | Name      | Durchmesser (mm) | Masse (kg, ca.) | Schlagton (HT-1/16) | Inschrift                                                                         |
| 1   | Joseph    | 1.550            | 2.300           | c1 +3               | HL. JOSEPH, SCHUTZPATRON DER HEILIGEN KIRCHE, BITTE FÜR UNS!                      |
| 2   | Pius      | 1.298            | 1.350           | es1 +5              | HL. PAPST PIUS X., SEELSORGER AUF PÄPSTLICHEM THRON, FÜHRE UNS ZU CHRISTUS!       |
| 3   | Heinrich  | 1.140            | 900             | f1 +5               | HL. HEINRICH, DEUTSCHER KAISER, SCHÜTZE KIRCHE UND VOLK IM DEUTSCHEN LAND!        |
| 4   | Maria     | 945              | 500             | as1 +5              | HL. MARIA, JUNGFRAU UND GOTTESMUTTER, SEI UNS ALLEN SCHUTZ UND SCHIRM!            |
| 5   | Hedwig    | 820              | 320             | b1 +6               | HL. HEDWIG, HERZOGIN UND MUTTER DER ARMEN, HILF UNS IN TRÜBSAL UND NOT!           |
| 6   | Hildegard | 735              | 250             | c2 +5               | HL. HILDEGARD, PROPHETIN IM RHEINISCHEN LAND, LEHRE UNS LEBENDIGEN GOTTESGLAUBEN! |